# Alpine Skiweltmeisterschaften 2025/Team-Kombination
Bei der Alpine Skiweltmeisterschaften 2025 in Saalbach-Hinterglemm fand am 11. und 12. Februar 2025 jeweils die Team-Kombination der Damen und Männer statt. Es ist bei dieser Weltmeisterschaft eine Premiere für diese Disziplin.

## Modus
Bei der Team-Kombination dürfen jede Nation bis zu vier Teams bestehend aus einem Abfahrer und einem Slalom-Läufer melden. Die Laufzeiten (Abfahrt/ein Slalom-Lauf) werden addiert. Die Reihenfolge bei den Abfahrern startet nach ihrer Platzierung auf der sogenannten WCSL (Word Cup Starting List), eine Art Weltrangliste. Im Slalomdurchgang starten die Läufer beginnend mit Rang 30 in umgekehrter Reihenfolge des Resultats der jeweiligen Abfahrern. Wie bei der Kombinationsabfahrt im Vergleich zur Spezialabfahrt wird die Strecke nicht verkürzt. Nach der Abfahrt wird der Slalom in einem Durchgang durchgeführt.

## Streckendaten
|                    | Abfahrt Damen              | Slalom Damen          | Abfahrt Männer      | Slalom Männer        |
| ------------------ | -------------------------- | --------------------- | ------------------- | -------------------- |
| Datum              | 11. Februar                | 11. Februar           | 12. Februar         | 12. Februar          |
| Ort                | Zwölferkogel               | Zwölferkogel          | Zwölferkogel        | Zwölferkogel         |
| Startzeit 1. Lauf  | 10:00 Uhr                  | –                     | 10:00 Uhr           | –                    |
| Startzeit 2. Lauf  | –                          | 13:15 Uhr             | –                   | 13:15 Uhr            |
| Seehöhe Start      | 1833 m                     |                       | 1984 m              | 1279 m               |
| Seehöhe Ziel       | 1072 m                     | 1061 m                | 1072 m              | 1061 m               |
| Höhendifferenz     | 761 m                      | 218 m                 | 912 m               | 218 m                |
| Streckenlänge      | 2940 m                     | ?                     | 2918 m              |                      |
| Kurssetzer 1. Lauf | Alberto Senigagliesi (FIS) |                       | Hannes Trinkl (FIS) |                      |
| Kurssetzer 2. Lauf | –                          | Roberto Lorenzi (ITA) |                     | Niclas Kjelsli (NOR) |
| Tore 1. Lauf       | 36                         | –                     | 35                  |                      |
| Tore 2. Lauf       | –                          | 74/72                 |                     | 72/70                |

## Teilnehmende Nationen und Athleten
Es nahmen 52 Sportlerin aus 26 Nationen am Alpine Skiweltmeisterschaften 2025/Team Kombination in Saalbach-Hinterglemm teil.
| Nation                    | Abfahrt-Athletin       | Slalom-Athletin      |
| Europa & Nordamerika      | Europa & Nordamerika   | Europa & Nordamerika |
| ------------------------- | ---------------------- | -------------------- |
| Andorra 1                 | Cande Moreno           | Carla Mijares Ruf    |
| Bosnien und Herzegowina 1 | Elvedina Muzaferija    | Esma Alić            |
| Deutschland 1             | Emma Aicher            | Lena Dürr            |
| Deutschland 2             | Kira Weidle-Winkelmann | Jessica Hilzinger    |
| Frankreich 1              | Laura Gauché           | Marie Lamure         |
| Frankreich 2              | Romane Miradoli        | Marion Chevrier      |
| Frankreich 3              | Karen Clément          | Clarisse Brèche      |
| Frankreich 4              | Camille Cerutti        | Caitlin McFarlane    |
| Italien 1                 | Laura Pirovano         | Giorgia Collomb      |
| Italien 2                 | Elena Curtoni          | Martina Peterlini    |
| Italien 3                 | Nicol Delago           | Marta Rossetti       |
| Kanada                    | Cassidy Gray           | Laurence St-Germain  |
| Norwegen                  | Kajsa Vickhoff Lie     | Mina Fürst Holtmann  |

| Nation               | Abfahrt-Athletin     | Slalom-Athletin       |
| Europa & Nordamerika | Europa & Nordamerika | Europa & Nordamerika  |
| -------------------- | -------------------- | --------------------- |
| Österreich 1         | Mirjam Puchner       | Katharina Liensberger |
| Österreich 2         | Cornelia Hütter      | Katharina Huber       |
| Österreich 3         | Stephanie Venier     | Katharina Truppe      |
| Österreich 4         | Christina Ager       | Katharina Gallhuber   |
| Schweiz 1            | Lara Gut-Behrami     | Wendy Holdener        |
| Schweiz 2            | Corinne Suter        | Camille Rast          |
| Schweiz 3            | Malorie Blanc        | Mélanie Meillard      |
| Schweiz 4            | Priska Ming-Nufer    | Eliane Christen       |
| Slowenien            | Ilka Štuhec          | Andreja Slokar        |
| Vereinigte Staaten 1 | Breezy Johnson       | Mikaela Shiffrin      |
| Vereinigte Staaten 2 | Lauren Macuga        | Paula Moltzan         |
| Vereinigte Staaten 3 | Lindsey Vonn         | A J Hurt              |
| Vereinigte Staaten 4 | Jacqueline Wiles     | Katie Hensien         |

## Bericht

### Vorberichte
In der ersten alpinen Skiweltmeisterschafteswoche hat sich die US-Amerikanerin Mikaela Shiffrin entschieden, an der Team-Kombination teilzunehmen und dafür den Riesenslalom auszulassen. Eigentlich wollte sie mit Lindsey Vonn ein Team bilden und stattdessen bildet sie ein Team mit Breezy Johnson. Der Schweizer Marco Odermatt hat sich am Montag, dem 10. Februar 2025 entschieden an der Team-Kombination nicht teilzunehmen und konzentriert sich stattdessen auf den Riesenslalom. Am Montag teilte der Internationale Skiverband (FIS) mit, dass einen Tag später 26 Nationen in die Team-Kombination gingen.

## Ergebnis Damen

### Team Kombination
- Wetter Lauf 1 Abfahrt: meist bewölkt, Schnee: hart, Temperatur Start: 0 °C, Temperatur Ziel: 0 °C
- Wetter Lauf 2 Slalom: meist bewölkt, Schnee: hart, Temperatur Start: 6 °C, Temperatur Ziel: 6 °C
- Vorläufer Abfahrt:  Max Franz,  Kilian Böck,  Felix Klingler,  Lukas Jäger
- Vorläufer Slalom:  Rainer Thomas,  Lukas Gasser,  Sebastian Rotter

| Platz | Land                 | Name                                 | Lauf 1 (Abfahrt)   | Lauf 2 (Slalom)    | Gesamt      |
| ----- | -------------------- | ------------------------------------ | ------------------ | ------------------ | ----------- |
|       | Vereinigte Staaten 1 | Breezy Johnson Mikaela Shiffrin      | 1:42,11 min 0(4) – | – 58,78 s 0(3)     | 2:40,89 min |
|       | Schweiz 1            | Lara Gut-Behrami Wendy Holdener      | 1:42,89 min (12) – | – 58.39 s 0(1)     | 2:41,28 min |
|       | Österreich 3         | Stephanie Venier Katharina Truppe    | 1:42,46 min 0(7) – | – 58,96 s 0(6)     | 2:41,42 min |
| 04    | Vereinigte Staaten 2 | Lauren Macuga Paula Moltzan          | 1:41,60 min 0(1) – | – 59,93 s (15)     | 2:41,53 min |
| 05    | Österreich 1         | Mirjam Puchner Katharina Liensberger | 1:41,88 min 0(3) – | – 59,70 s (13)     | 2:41,58 min |
| 06    | Österreich 2         | Cornelia Hütter Katharina Huber      | 1:42,35 min 0(6) – | – 59,29 s (11)     | 2:41,64 min |
| 07    | Schweiz 2            | Corinne Suter Camille Rast           | 1:42,64 min 0(9) – | – 59,01 s 0(7)     | 2:41,65 min |
| 08    | Italien 3            | Nicol Delago Marta Rossetti          | 1:42,66 min (10) – | – 59,16 s 0(9)     | 2:41,82 min |
| 09    | Slowenien            | Ilka Štuhec Andreja Slokar           | 1:42,75 min (11) – | – 59,22 s (10)     | 2:41,97 min |
| 10    | Vereinigte Staaten 4 | Jacqueline Wiles Katie Hensien       | 1:43,60 min (15) – | – 58,84 s 0(4)     | 2:42,44 min |
| 11    | Frankreich 2         | Romane Miradoli Marion Chevrier      | 1:43,97 min (17) – | – 58,52 s 0(2)     | 2:42,49 min |
| 12    | Schweiz 4            | Priska Ming-Nufer Eliane Christen    | 1:43,16 min (13) – | – 59,36 s (12)     | 2:42,52 min |
| 13    | Frankreich 1         | Laura Gauché Marie Lamure            | 1:42,63 min 0(8) – | – 1:00,16 min (16) | 2:42,79 min |

| Platz | Land                      | Name                                     | Lauf 1 (Abfahrt)   | Lauf 2 (Slalom)    | Gesamt      |
| ----- | ------------------------- | ---------------------------------------- | ------------------ | ------------------ | ----------- |
| 14    | Italien 2                 | Elena Curtoni Martina Peterlini          | 1:43.98 min (19) – | – 59,05 s 0(8)     | 2:43,03 min |
| 15    | Schweiz 3                 | Malorie Blanc Mélanie Meillard           | 1:44,10 min (20) – | – 58,94 s 0(5)     | 2:43,04 min |
| 16    | Vereinigte Staaten 3      | Lindsey Vonn A J Hurt                    | 1:44,11 min (21) – | – 59,76 s (14)     | 2:43,87 min |
| 17    | Deutschland 1             | Emma Aicher Lena Dürr                    | 1:41,83 min 0(2) – | – 1:03.29 min (20) | 2:45,12 min |
| 18    | Andorra 1                 | Cande Moreno Carla Mijares Ruf           | 1:45,07 min (22) – | – 1:00,29 min (17) | 2:45,36 min |
| 19    | Kanada                    | Cassidy Gray Laurence St-Germain         | 1:45,14 min (23) – | – 1:00,40 min (18) | 2:45,54 min |
| 20    | Frankreich 3              | Karen Clément Clarisse Brèche            | 1:45,64 min (24) – | – 1:01,48 min (19) | 2:47,12 min |
| 21    | Österreich 4              | Christina Ager Katharina Gallhuber       | 1:43,97 min (17) – | – 1:03,32 min (21) | 2:47,29 min |
| 22    | Bosnien und Herzegowina 1 | Elvedina Muzaferija Esma Alić            | 1:46,15 min (26) – | – 1:08,49 min (22) | 2:54,64 min |
|       | Deutschland 2             | Kira Weidle-Winkelmann Jessica Hilzinger | 1:42,21 min 0(5) – | – DNF              |             |
|       | Italien 1                 | Laura Pirovano Giorgia Collomb           | 1:43,56 min (14) – | – DNF              |             |
|       | Norwegen                  | Kajsa Vickhoff Lie Mina Fürst Holtmann   | 1:43,91 min (16) – | – DNF              |             |
|       | Frankreich 4              | Camille Cerutti Caitlin McFarlane        | 1:45,71 min (25) – | – DNS              |             |

## Ergebnis Männer

### Team Kombination
- Wetter Lauf 1 Abfahrt: meist bewölkt, Schnee: hart, Temperatur Start: 0 °C, Temperatur Ziel: 0 °C
- Wetter Lauf 2 Slalom: meist bewölkt, Schnee: hart, Temperatur Start: 2 °C, Temperatur Ziel: 2 °C:
- Vorläufer Abfahrt:
- Vorläufer Slalom:

| Platz | Land      | Name                                  | Lauf 1 (Abfahrt) | Lauf 2 (Slalom) | Gesamt          |
| ----- | --------- | ------------------------------------- | ---------------- | --------------- | --------------- |
|       | Schweiz 1 | Franjo von Allmen Loïc Meillard       | 1:42.11          | 1:00.27         | 2:42.38         |
|       | Schweiz 2 | Alexis Monney Tanguy Nef              | 1:42.09          | 1:00.56         | 2:42.65         |
|       | Schweiz 4 | Stefan Rogentin Marc Rochat           | 1:43.17          | 58.96           | 59.64           |
| 04    | USA 1     | Ryan Cochran-Siegle Benjamin Ritchie  | 2:43,07          | 1:43,35 (12.) – | – 0:59,72 (4.)  |
| 05    | AUT 2     | Daniel Hemetsberger Fabio Gstrein     | 2:43,18          | 1:43,04 (4.) –  | – 1:00,14 (7.)  |
| 06    | ITA 2     | Florian Schieder Tobias Kastlunger    | 2:43,31          | 1:43,06 (5.) –  | – 1:00,25 (9.)  |
| 07    | ITA 3     | Mattia Casse Stefano Gross            | 2:43,45          | 1:43,10 (6.) –  | – 1:00,35 (12.) |
| 08    | GER       | Simon Jocher Linus Straßer            | 2:43,58          | 1:44,16 (18.) – | – 0:59,42 (2.)  |
| 09    | NOR 2     | Adrian S. Sejersted Timon Haugan      | 2:43,68          | 1:43,14 (7.) –  | – 1:00,54 (13.) |
| 10    | FRA 4     | Matthieu Bailet Victor Muffat-Jeandet | 2:43,86          | 1:43,87 (16.) – | – 0:59,99 (6.)  |
| 11    | SWE 1     | Felix Monsén Kristoffer Jakobsen      | 2:44,21          | 1:46,42 (27.) – | – 0:57,79 (1.)  |
| 12    |           |                                       |                  |                 |                 |
| 13    |           |                                       |                  |                 |                 |